# 박우량
박우량(朴禹良, 1955년 9월 14일~)은 대한민국의 정치인, 전 행정공무원이다.
경기도 하남시 부시장 겸 시장 직무대리 직책을 지냈으며 25·26·28·29대 전라남도 신안군수(민선 4·5·7·8기)이다.
2022년 4월 30일 같은 해 6월 실시될 신안군수 선거의 더불어민주당 후보자로 확정되었으나, 며칠 뒤 2022년 5월 3일 징역 1년형을 선고받았다.

## 학력
- 목포유달중학교 졸업(1971년 2월)
- 목포고등학교 졸업(1974년 2월)
- 2년제 목포교육대학 전문학사(1976년 2월)
- 5년제 한국방송통신대학교 행정학과 행정학사(1987년 2월)
- 4년제 경원대학교 경영학과 경영학사(1992년 2월)
- 일본 국립 오사카 대학교 대학원 법학과 법학석사(1994년 8월)
- 성균관대학교 대학원 행정학과 행정학 석사(1999년 2월)
- 성균관대학교 대학원 행정학과 행정학 박사 학위 과정 수료(2013년 2월)

### 명예 박사 학위
- 목포대학교 명예 교육학 박사(2016년 2월)

## 경력
- 1974.06 지방4급(현 7급) 행정공직 공채 합격
- 1974.11~1976.11 전라남도 신안군청
- 1978.08~1980.08 내무부 지방행정연수원, 소방국
- 1980년 8월 21일~1983년 1월 6일: 대한민국 육군 하사 분대장[출처 필요]
- 1983.01~내무부 지방행정국, 지방재정국
- 1992.09~1995.01 일본 오사카 대학교 해외파견
- 1995.01~1996.04 내무부 지방행정국 제도연구담당
- 1996.04~1997.05 내무부 지방행정국 조사기획담당, 지방자치기획단 제도담당관 파견(서기관)
- 1997.05~1998.03 내무부 장관 비서관(강운태 장관, 조해녕 장관, 김정길 장관)
- 1998.03~1999.02 행자부 자치운영과장, 행정제도과장
- 1999.02~2002.02 경기도 하남시 부시장(지방서기관), 지방이양추진실무위원회 전국시군구 대표위원
- 2002.02~2002.06 경기도 하남시장 권한대행(경기 하남시 부시장 겸 시장 직무대리)
- 2002.07~2002.08 경기도 하남시 부시장
- 2002.08~2006.02 경기도청 자치행정국 자치행정과, 국가전문행정연수원 고위정책과정 교육파견
- 2006.02~2006.03 행정자치부(서기관)
- 경원대학교 총동문회장
- 재경 신안군 향우회 상임부회장
- 재경 전남 광주향우회 부회장
- 2006.10[2]~2014.05[3] 제25~26대 민선 4~5기 전라남도 신안군수(무소속)
- 2018.07~2025.03.제28·29대 민선 7·8기 전라남도 신안군수(무소속→더불어민주당)
- 2019.09.01~2020.08.31 한신대학교 초빙교원[출처 필요]
- 더불어민주당 고문 겸 당무위원[출처 필요]
- 2022.08~2024.08: 제6·7대 지속가능발전 지방정부협의회 회장
- 2022.08~2024.06: 전남시장군수협의회장
- 2022.09~2024.06: 대한민국 시장·군수·구청장 협의회 공동 부회장
- 2023.02~: 더불어민주당 기본사회위원회 기본소득본부장
- 2023.09~: 인구감소지역 시장‧군수‧구청장 협의회 부회장
- 2024.07~: 대한민국 시장·군수·구청장 협의회 군수대표

## 범죄전력
2008년 업무추진비로 동문회 격려금을 지급하여 벌금 80만원 형을 선고받았다. 2011년에는 특정 단체에 수천만 원의 예산을 지원한 혐의로 벌금 80만원 형을 선고받았다. 2018년 지방선거와 관련하여 사전선거운동 혐의로 기소유예 처분되었다.

### 하남시 관련 허위공문서 작성 및 행사
박우량은 하남시 부시장으로 재직하던 중 우회도로 확장공사와 관련된 공문서를 허위로 작성하도록 지시하고 이를 사용하였다. 2005년 7월 14일 허위공문서작성, 허위공문서행사 혐의로 박우량에게 벌금 500만원을 선고하였다.

### 공무원 부정 채용·증거 서류 파쇄
박우량은 신안군수 재직 중 2019년 6월부터 2020년 2월까지 신안군 미술관 전시품 기증자의 친인척, 자신의 신안군수 선거 과정에서 도움을 받은 측근의 친인척 등 청탁받은 9명을 신안군청 임기제 공무원과 기간제 근로자로 채용하도록 부당하게 지시하였다(직권남용권리행사방해).
이에 수사기관이 신안군수실을 압수수색하자 청탁자들의 이름이 적힌 내정자들의 이력서를 빼앗아 찢어 범행의 증거물인 서류를 훼손하였다(공용서류손상).
2022년 5월 3일 광주지방법원 목포지원 형사2단독은 박우량에게 직권남용권리행사방해, 공용서류손상으로 징역 1년을 선고하였다. 재판부는 법정구속은 하지 않았다.

## 역대 선거 결과
|  | 18.62% |

|  | 38.80% |

|  | 51.43% |

|  | 0% |

|  | 30.72% |

|  | 69.18% |